# Anguerny
Anguerny era una comuna francesa situada en el departamento de Calvados, de la región de Normandía, que el 1 de enero de 2016 pasó a ser una comuna delegada de la comuna nueva de Colomby-Anguerny al fusionarse con la comuna de Colomby-sur-Thaon.

## Demografía
| Gráfica de evolución demográfica de Anguerny entre 1800 y 2013 |
|                                                                |

Los datos demográficos contemplados en este gráfico de la comuna de Anguerny se han cogido de 1800 a 1999 de la página francesa EHESS/Cassini, y los demás datos de la página del INSEE.